# Stanisław Krupowicz
Stanisław Krupowicz (* 25. November 1952 in Grodno) ist ein polnischer Komponist und Musikpädagoge.
Krupowicz studierte von 1971 bis 1976 an der Fakultät für Mathematik und Mechanik der Universität Warschau, danach bis 1981 Komposition bei Tadeusz Baird und Włodzimierz Kotoński an der Staatlichen Musikhochschule. Er besuchte Kompositionskurse in Bayreuth (1979) und nahm 1981 an den Darmstädter Ferienkursen statt. Als Fulbright-Stipendiat studierte er 1983–84 Komposition und Computermusik bei John Chowning und Leland Smith am Center for Computer Research in Music and Acoustics der Stanford University. 1986 erhielt er den Prix de Paris der Stanford University am Institut de Recherche et de Coordination Acoustique/Musique.
Von 1993 bis 1996 gehörte Krupowicz dem Repertoire-Ausschuss des Warschauer Herbstes an, danach gehörte er zu den Gründern der Stiftung Freunde des Warschauer Herbstes, deren Präsident er von 1998 bis 2000 war. 2005 war er einer der Initiatoren des Musica Electronica Nova Festival in Wrocław, dessen erster künstlerischer Leiter er war. Er unterrichtet Komposition und Computermusik und leitet das Studio für Computerkomposition der Musikhochschule Breslau.
1981 erhielt Krupowicz den Zweiten Preis beim Wettbewerb des Verbandes junger polnischer Komponisten mit dem Stück Tempo 72 für verstärktes Cembalo und Streicher. Beim Warschauer Herbst debütierte er 1984 mit Musik für S. Für die Komposition Tako rzecze Bosch für Tonband erhielt er 1985 den Zweiten Preis beim Wettbewerb für Computermusik NEWCOMP in Boston. Mit den Wariacje pożegnalne na temat Mozarta für verstärktes Streichquartett und Tonband gewann er 1987 den Internationalen Wettbewerb Irino in Tokio, mit Fin de siècle gewann er 1994 die Bronzemedaille beim International Rostrum of Composers der UNESCO.

## Werke
- Cztery utwory na fortepian (1975)
- Introdukcja i passacaglia für Streichquartett (1976)
- Chapter XLVII do fragmentów z ULISSESA Jamesa Joyce’a für weiblichen Rezitator und Orchester (1976)
- Stochos für Orgel (1977)
- De metamusicae do wyjątków z pism Platona, Arystotelesa, Epikura i innych für Sopran, Alt, Bass und Kammerensemble (1977)
- Larghetto für Oboe d’amore und Orchester (1978)
- Komentarz [wersja I] für gemischten Chor (1978)
- Ardo 4031 für Bläserquintett (1979)
- Epiphora für 44 Streicher (1979)
- Fassquel für Flöte, Bassflöte und zwei Synthesizer (1979)
- Symfonia (1980)
- Tempo 72 für verstärktes Cembalo und Streicher (1981)
- Kwartet smyczkowy nr 2 (1982)
- Easter disloyalty of Cd für Instrumentalensemble (1982)
- Pewien szczególny przypadek pewnego uogólnionego kanonu w kwarcie i kwincie für neun Performer (1983)
- Unquestioned Answer, Variationen über ein Thema von Charles Ives für Kammerorchester (1984)
- Music for S für Tonband (1984)
- Pół tuzina przyzwoitych strofek für Klavier (1985)
- Tako rzecze Bosch für Tonband (1985)
- Wariacje pożegnalne na temat Mozarta für verstärktes Streichquartett und Tonband (1986)
- W pół drogi für Tonband (1986)
- Concerto für Tenorsaxophon und Computer (1987)
- Zmierzch für Tonband (1987)
- Tylko Beatrycze für weiblichen Rezitator, verstärktes Streichquartett und Tonband na (1988)
- Alcoforado für Tonband (1989)
- Smoking Room Blues für Elektronik (1990)
- A lighter Shade of Grey für Violine und Tonband (1992)
- Fin de siècle für Orchester (1993)
- Polonez 1995 für Orchester (1995)
- Pewne szczególne przypadki uogólnionej kadencji wielkiej doskonałej für Synthesizer und Computer (1995)
- Komentarz [wersja II] für gemischten Chor (1996)
- Miserere für Sopran und zwei gemischte Chöre (1996)
- Oratorium na Boże Narodzenie für Solisten, gemischten Chor und Orchester (1997)
- 444 für Streichquartett (1998)
- Gratanter iubilemus für zwei Chöre a cappella (1998)
- Terre Minus, Performance (1998)
- Tous Ensemble, Performance (1999)
- Fanfary dla ACH für Kammerorchester (2000)
- Paragon Paradigm für Sinfonietta (2000)
- Centrum annos für alt, improvisierenden Dirigenten und Chor a cappella (2000)
- Partita für Cello und Computer (2002)
- Europa, Computer-Oper in einem Akt nach William Blake (2004)
- Lament Rzeczypospolitej nach einem Text von Mikołaj Rej für Stimme und Computer (2006)
- ...everything that lives is holy... nach dem Gedicht-Fragment America von William Blake für Chor a cappella (2007)